# Cheapskate
Cheapskate es un sencillo de la banda de Britpop Supergrass lanzado solamente en Estados Unidos y Canadá. Pertenece al segundo álbum de la banda, In It For The Money. Alcanzó el puesto #35 en US Hot Modern Rock Tracks y el puesto #11 en el Canadian RPM Alternative 30.
Los miembros de la banda han dicho que la canción recibió influencias de Kool & The Gang.

## Lista de canciones
Disco de vinilo de 7''
1. "Cheapskate" (2:41)
2. "Going Out" (4:16)